# Robert Tylingo
Robert Tylingo – polski chemik, dr hab. nauk technicznych, profesor uczelni w Katedrze Katedra Chemii, Technologii i Biotechnologii Żywności Politechniki Gdańskiej.

## Życiorys
Ukończył studia na Wydziale Chemicznym Politechniki Gdańskiej i rozpoczął pracę naukową na tej uczelni. W 2014 uzyskał stopień doktora nauk chemicznych. Tematem jego rozprawy doktorskiej było Modyfikowanie kolagenu skór dorsza bałtyckiego (Gadus morhua) poprzez tworzenie kompleksów z κ-karagenem i sieciowanie a funkcjonalne właściwości błon. W 2019 roku, na podstawie dysertacji Polimery białkowe i polisacharydowe – nowe możliwości aplikacyjne, uzyskał stopień doktora habilitowanego.